# Syssphinx
Syssphinx is een geslacht van vlinders van de familie nachtpauwogen (Saturniidae), uit de onderfamilie Ceratocampinae.

## Soorten
- S. albolineata (Grote & Robinson, 1866)
- S. amena (Travassos, 1941)
- S. bicolor (Harris, 1841)
- S. bidens (Rothschild, 1907)
- S. bisecta (Lintner, 1879)
- S. blanchardi (Ferguson, 1971)
- S. colla Dyar, 1907
- S. colloida (Dyar, 1925)
- S. chocoensis Lemaire, 1988
- S. digueti (Bouvier, 1929)
- S. erubescens (Boisduval, 1872)
- S. gadouae (Lemaire, 1971)
- S. gomezi Lemaire, 1984
- S. heiligbrodti (Harvey, 1877)
- S. hubbardi Dyar, 1903
- S. jasonoides (Lemaire, 1971)
- S. malinalcoensis (Lemaire, 1975)
- S. mexicana (Boisduval, 1872)
- S. modena Dyar, 1913
- S. molina (Cramer, 1780)
- S. montana (Packard, 1905)
- S. obtusa Strassberger., 1932
- S. ocellata (Rothschild, 1907)
- S. pescadori Lemaire, 1988
- S. quadrilineata (Grote & Robinson, 1867)
- S. raspa (Boisduval, 1872)
- S. simulatilis Grote & Robinson, 1867
- S. smithi (Druce, 1904)
- S. thiaucourti (Lemaire, 1975)
- S. xanthina Lemaire, 1984
- S. yucatana (Druce, 1904)